# Cezarów
Cezarów – wieś w Polsce położona w województwie mazowieckim, w powiecie mińskim, w gminie Dębe Wielkie.
W latach 1975–1998 miejscowość administracyjnie należała do województwa siedleckiego.
Spis powszechny w 2011 ustalił populację wsi na 20 osób. Według danych przedstawionych przez władze gminne w 2020 było ich 8.
25 czerwca 2021 r. w Cezarowie miało miejsce odsłonięcie przez min. Magdalenę Gawin tablicy upamiętniającej Bolesława Książka i Idela, któremu udzielał on pomocy podczas okupacji niemieckiej. Wydarzenie było zorganizowane w ramach projektu Zawołani po imieniu przez Instytut Pileckiego.
Wierni Kościoła rzymskokatolickiego należą do parafii Matki Łaski Bożej w Halinowie.